# Ballaison
Ballaison ist eine französische Gemeinde im Département Haute-Savoie in der Region Auvergne-Rhône-Alpes. Ballaison liegt in der Weinbauregion Savoie. Weißweine aus der Rebsorte Gutedel (lokal Chasselas genannt) dürfen unter der geschützten Herkunftsbezeichnung Crépy vermarktet werden.

## Geographie
Ballaison liegt auf 592 m, 17 Kilometer nordöstlich der Stadt Genf (Luftlinie). Die Gemeinde erstreckt sich an aussichtsreicher Lage am Westhang des Mont de Boisy, über der Ebene des Bas-Chablais südlich des Genfersees.
Die Fläche des 13,30 km² großen Gemeindegebiets umfasst einen Abschnitt des Bas-Chablais. Das Gebiet nimmt den Hauptteil des breiten, im Gipfelbereich bewaldeten Bergrückens des Mont de Boisy ein und erreicht hier mit 734 m die höchste Erhebung von Loisin. Der Hang wird durch verschiedene kleine Bäche zum Genfersee entwässert. Die südliche Grenze liegt in der Talniederung des Grand Vire, eines linken Seitenbachs des Foron, der bei Sciez in den Genfersee mündet.
Zu Ballaison gehören die Weilersiedlungen Marcorens (591 m) am oberen Westhang des Mont de Boisy sowie Le Veigeret (660 m), Boisy (695 m) und Les Crapons (598 m) an dessen Südhang. Nachbargemeinden von Ballaison sind Massongy und Sciez im Norden, Bons-en-Chablais im Süden sowie Loisin und Douvaine im Westen.

## Sehenswürdigkeiten
Das Château de Thenières stammt aus dem 19. Jahrhundert. Auf einem Feld bei Ballaison befindet sich ein Erratischer Block, der vom eiszeitlichen Rhonegletscher hierher transportiert wurde. Er ist 7,5 m hoch, 9 m lang und rund 6 m breit.

## Bevölkerung
| Jahr                       | 1962 | 1968 | 1975 | 1982 | 1990 | 1999 | 2017 |
| Einwohner                  | 498  | 486  | 548  | 655  | 930  | 1092 | 1470 |
| Quellen: Cassini und INSEE |      |      |      |      |      |      |      |

Mit 1475 Einwohnern (Stand 1. Januar 2022) gehört Ballaison zu den kleineren Gemeinden des Départements Haute-Savoie. In den letzten Jahrzehnten wurde ein kontinuierliches starkes Wachstum der Einwohnerzahl verzeichnet. Außerhalb des alten Dorfkerns und an den aussichtsreichen Hanglagen am Mont de Boisy entstanden größere Einfamilienhausquartiere.

## Wirtschaft und Infrastruktur
Ballaison war bis weit ins 20. Jahrhundert hinein ein vorwiegend durch die Landwirtschaft geprägtes Dorf. Am Westhang des Mont de Boisy wird Weinbau betrieben. Heute gibt es verschiedene Betriebe des lokalen Kleingewerbes. Zahlreiche Erwerbstätige sind Wegpendler, die in den umliegenden größeren Ortschaften oder in der Agglomeration Genf ihrer Arbeit nachgehen.
Die Ortschaft liegt abseits der größeren Durchgangsstraßen, ist aber von Douvaine leicht zu erreichen. Weitere Straßenverbindungen bestehen mit Massongy und Bons-en-Chablais.